# East Coast Tour
East Coast Tour este al doilea turneu al formației R5, pentru a își promova muzica și serialul Austin & Ally. Turneul a început pe data de 18 noiembrie 2012 în Madison, Wisconsin, Statele Unite și s-a terminat pe data de 31 decembrie 2012 în Syracuse, New York. Turneul a avut loc numai în Statele Unite și Canada. Membrul formației R5, Ross Lynch, este actorul care are rolul principal în serialul original de pe Disney Channel, Austin & Ally, iar R5 au cântat unele cântece din Austin & Ally.

## Tracklist
1. „Crazy 4 U”
2. „Heartbeat / Can't Do It Without You / Better Together / Not a Love Song” (cântece din Austin & Ally)
3. „Heard It on the Radio” (cântec din Austin & Ally)
4. „Can You Feel It” (cântec din Austin & Ally)
5. „Say You'll Stay”
6. „Cali Girls”
7. „Keep Away”
8. „What Do I Have to Do?”
9. „Love To Love Her”
10. „Wishing I Was 23”
11. „Take U There”
12. „A Billion Hits” (cântec din Austin & Ally)
13. „Shut Up and Let Me Go” (The Ting Tings cover)
14. „Christmas Is Coming”

## Datele turneului
| Data              | Orașul            | Țara            | Locul                |
| America de Nord   | America de Nord   | America de Nord | America de Nord      |
| ----------------- | ----------------- | --------------- | -------------------- |
| 18 noiembrie 2012 | Madison           | Statele Unite   | The Loft             |
| 19 noiembrie 2012 | Milwaukee         | Statele Unite   | Turner Hall          |
| 20 noiembrie 2012 | Minneapolis       | Statele Unite   | Gabooze              |
| 15 decembrie 2012 | Jamestown         | Statele Unite   | TV Taping            |
| 16 decembrie 2012 | Toronto           | Canada          | Mod Club             |
| 17 decembrie 2012 | Toronto           | Canada          | Mod Club             |
| 18 decembrie 2012 | New York City     | Statele Unite   | Highline Ballroom    |
| 19 decembrie 2012 | Washington, D.C.  | Statele Unite   | The Filmore          |
| 21 decembrie 2012 | Tampa             | Statele Unite   | Center Theater       |
| 22 decembrie 2012 | Orlando           | Statele Unite   | Center Theater       |
| 23 decembrie 2012 | Lauderdale        | Statele Unite   | Culture Room         |
| 26 decembrie 2012 | Atlanta           | Statele Unite   | Masquerade           |
| 28 decembrie 2012 | Philadelphia      | Statele Unite   | TLA                  |
| 29 decembrie 2012 | Freehold Township | Statele Unite   | I Play America       |
| 30 decembrie 2012 | Boston            | Statele Unite   | Brighton Music Hall  |
| 31 decembrie 2012 | Syracuse          | Statele Unite   | First Night Festival |